# Moslem Oladghobad
Moslem Oladghobad (in persiano مسلم اولادقباد‎; Kuhdasht, 29 novembre 1995) è un giocatore di calcio a 5 iraniano, campione asiatico con la Nazionale iraniana nel 2018 e nel 2024.

## Carriera
Oladghobad è un laterale destro che ha nella rapidità e nella precisione nei passaggi le sue qualità migliori. Con la Nazionale di calcio a 5 dell'Iran ha vinto due edizioni della Coppa d'Asia. È stato premiato come calcettista asiatico dell'anno 2022.

## Palmarès

### Club

#### Competizioni nazionali
- Campionato iraniano: 2

Mes Sungun: 2019-20, 2020-21

#### Competizioni internazionali
- UEFA Champions League: 2

Palma: 2022-23, 2023-24

### Nazionale
- Coppa d'Asia: 2

Taipei Cinese 2018, Thailandia 2024